# پل استاروک
پل استاروک (انگلیسی: Paul Sturrock؛ زادهٔ ۱۰ اکتبر ۱۹۵۶) بازیکن سابق و مربی فوتبال اهل اسکاتلند است.
از باشگاه‌هایی که در آن بازی کرده‌است می‌توان به باشگاه فوتبال داندی یونایتد اشاره کرد.
وی همچنین در تیم‌های ملی فوتبال زیر ۲۱ سال اسکاتلند و اسکاتلند بازی کرده‌است.